# 薩波瓦
49°12′16″N 25°22′24″E / 49.20444°N 25.37333°E
薩波瓦（羅馬化：Sapova）是位於烏克蘭西部特諾皮爾州特諾皮爾區的村莊，處於斯特里帕河畔，始建於1439年，面積1.68平方公里，2001年人口168。